# Uže (1948.)
Uže (eng. Rope) je film Alfreda Hitchcocka iz 1948. čiji scenarij potpisuju Hume Cronyn i Arthur Laurents, a u glavnim ulogama se pojavljuju James Stewart, John Dall i Farley Granger. To je prvi Hitchcockov Technicolor film, a poznat je jer se odvija u stvarnom vremenu, a montiran je tako da se čini kao jedinstveni kadar upotrebom dugih kadrova.
Film je temeljen na kazališnom komadu Uže Patricka Hamiltona, za koji se kaže kako je inspiriran stvarnim ubojstvom 14-godišnjeg Bobbyja Franksa 1924. od strane dvojice studenata Sveučilišta u Chicagu, Leopolda i Loeba koji su jednostavno htjeli pokazati kako mogu izvršiti umorstvo i izvući se. Međutim, obojica su uhićena te su dobili duge zatvorske kazne.

## Radnja
Jednog poslijepodneva, dvojica briljantnih esteta, Brandon Shaw i Phillip Morgan u svojem stanu ubiju bivšeg kolegu studenta, Davida Kentleyja.
Nakon što su sakrili tijelo u velikoj antiknoj drvenoj škrinji, Brandon i Phillip organiziraju večernju zabavu u stanu koji ima panoramski pogled na grad (koji nalikuje na Manhattan). Gosti, nesvjesni onoga što se dogodilo, uključuju žrtvina oca i ujnu (njegova majka nije mogla doći), kao i njegovu zaručnicu, Janet Walker i njezinog bivšeg ljubavnika Kennetha Lawrencea koji je nekada bio Davidov dobar prijatelj. Po dolasku njihove domaćice, gđe. Wilson, Brandon vješto iskoristi škrinju s tijelom kao stol za jelo.
Brandonova i Phillipova ideja za ubojstvo nastala je nekoliko godina nakon razgovora s njihovim tadašnjim ravnateljem internata, izdavačem Rupertom Cadellom. Dok su pohađali školu, Rupert je razgovarao s njima, navodno na odobravajući način, o intelektulanom konceptu Übermenscha i umjetnosti ubojstva, kao sredstvima pokazivanja superiornosti nad drugima. I on je među gostima na zabavi jer Brandon žarko želi da osobno odobri njihovo tzv. umjetničko djelo. "Sada počinje zabava", kaže Brandon nakon dolaska gostiju.
Brandon tijekom zabave aludira na Davidov izostanak, počevši razgovor o umjetnosti ubojstva. Uspijeva ostati miran i zadržati kontrolu, iako kad se po prvi put susretne s Rupertom ponaša nervozno uzbuđen, zamuckujući. S druge strane, Phillip je vidno uzrujan i mrzovoljan. Ne uspijeva to prikriti i počne prekoviše piti. Kad mu Davidova ujna, gđa. Atwater, koja se smatra vračarom, kaže da će ga njegove ruke odvesti do slave, iako govori o njegovoj pijanističkoj vještini, on pomisli kako govori o drugoj vrsti slave.
No, većina razgovora se fokusira na Davida i njegovu odsutnost, koja zabrinjava goste. Sumnjičavi Rupert počne zadirkivati nervoznog Phillipa o tome i nekim nedosljednostima koje su se javile tijekom razgovora. Na primjer, Phillip je žestoko opovrgnuo kako je zadavio kokoš na Shawovoj farmi, iako je Rupert osobno vidio kako je Phillip zadavio više njih.
Phillip kasnije prigovori Brandonu zbog "trule večeri", ne zbog Davidova ubojstva nego Rupertova raspitivanja.
Emocije se sve više uzburkavaju. Davidov otac i zaručnica su uznemireni, čudeći se kako nije stigao i nazvao. Brandon ode dotle da pokuša zbližiti Janet i Kennetha, koji mu to zamjeri i još više podigne tenzije.
Gospodin Kentley odlučuje otići nakon poziva svoje supruge, zabrinut jer ona nije čula Davida. Odlazi s nekoliko knjiga koje mu je Brandon dao, zavezane onim istim užetom koje su Brandon i Phillip koristili kako bi zadavili njegova sina.
Na odlasku, Rupertu pogreškom daju tuđi šešir. Na njemu ugleda inicijale "D.K." (kao David Kentley). Sada uvjeren kako je nešto pogrešno, Rupert se vraća u stan ubrzo nakon što su svi otišli, praveći se da je ostavio svoju tabakeru za cigarete. Podmetne tabakeru, zatraži piće i zatim počne teoretizirati o Davidovu nestanku, ohrabren od strane Brandona, koji se čini ljutim što je Rupert otkrio zločin. Pripiti Phillip više ne može izdržati te baci čašu i vikne: "Mačka i miš, mačka i miš. Ali koji je mačka, a koji miš?"
Rupert podigne poklopac škrinje i unutra pronađe tijelo. Njegova dva bivša studenta uistinu su počinila umorstvo. On je užasnut, ali istodobno posramljen jer ih je njegova retorika dovela do toga da izvrše stvarno ubojstvo kao intelektualnu vježbu. Rupert uhvati Brandonov pištolj i opuca nekoliko puta u noć kako bi privukao policiju.
Dok se nebo smračuje, stan tone u noć, a kroz prozor se začuju policijske sirene.

## Produkcija
Film je jedan od Hitchcockovih najeksperimentalnijih i "jedan od najzanimljivijih eksperimenata ikad poduzetih od strane velikog redatelja koji radi s velikim komercijalnim imenima", napuštajući mnoge standardne filmske tehnike kako bi uveo duge neprekinute scene. Svaki kadar išao je do deset minuta bez prekida. Sniman je na jednom setu, osim uvodnog kadra ulice. Pokreti kamere planirani su unaprijed i gotovo nije bilo montaže.
Zidovi seta bili su na kotačićima i mogli su se bešumno maknuti sa strane za kameru i zamijeniti kad bi se vraćali u kadar. Rekviziteri su stalno morali micati pokućstvo i druge rekvizite s puta velike Technicolor kamere, a zatim se uvjeriti da su ih pomaknuli na prave lokacije. Ekipa operatera zvuka i kamere držali su kameru i mikrofone u stalnom kretanju, dok su se glumci držali pažljivo koreografiranih zadataka.
Ciklorama u pozadini bila je najveća ikad korištena u zvučnom studiju. Uključivala je modele Empire State Buildinga i Chryslerovih nebodera. Kroz film se otkrivaju brojni dimnjaci, svjetla na zgradama, neonska rasvjeta i zalazak sunca. Nakon nekih sat vremena filma, u dalekoj pozadini se pojavljuje crveni neonski znak vidljiv samo na trenutak koji prikazuje Hitchcockov profil s "Reducom" - izmišljenim proizvodom za mršavljenje koji je koristio za svoje pojavljivanje u Čamcu za spašavanje (1944.). Tijekom filma oblaci načinjeni od pređenog stakla mijenjaju poziciju i oblik ukupno osam puta.

### Dugi kadrovi
Hitchcock je svaku scenu snimao u segmentima koji su trajali do deset minuta (dužina spremnika filma u kameri), s tim da se svaki segment konstantno premješta od lika do lika u stvarnom vremenu. Nekoliko segmenata završava pomicanjem ili zumiranjem prema objektu (čovjekovu jaknu, ili pozadinu dijela namještaja) ili time da se glumac kreće prema kameri, blokirajući cijeli ekran. Svaka scena nakon toga počinje statičnim kadrom istog objekta. Na ovaj način, Hitchcock je zamaskirao mnoge rezove u filmu.
Međutim, na isteku 20 minuta (dvije role), prikazivač - kad je film prikazivan u kinima - je morao mijenjati role, a na njima Hitchcock prelazi na novu postavu kamere, ne skrivajući rez. Slijedi opis početka i kraja svakog segmenta:
| Segment | Duljina | Početak                                               | Kraj                                            |
| ------- | ------- | ----------------------------------------------------- | ----------------------------------------------- |
| 1.      | 9:34    | Krupni plan davljenja                                 | Zamračenje na Brandonovim leđima                |
| 2.      | 7:51    | Crno, odmak s Brandonovih leđa                        | Krupni plan Kennetha: “Kako to mislite?”        |
| 3.      | 7:18    | Nemaskirani rez, muškarac prilazi Janet               | Zamračenje Kennethovim leđima                   |
| 4.      | 7:08    | Crno, odmak s Kennethovih                             | Krupni plan Phillipa: “To je laž.”              |
| 5.      | 9:57    | Nemaskirani rez, krupni plan Ruperta                  | Zamračenje Brandonovim leđima                   |
| 6.      | 7:33    | Crno, odmak s Brandonovih leđa                        | Trostruki kadar                                 |
| 7.      | 7:46    | Nemaskirani rez, gđa. Wilson: “Oprostite, gospodine.” | Zamračenje na Brandonu                          |
| 8.      | 10:06   | Crno, odmak s Brandona                                | Krupni plan Brandonove ruke u džepu s pištoljem |
| 9.      | 4:37    | Nemaskirani rez, krupni plan Ruperta                  | Zamračenje na poklopcu škrinje                  |
| 10.     | 5:38    | Crno, odmak s poklopca škrinje                        | Kraj filma                                      |

Hitchcock je rekao Francoisu Truffautu u knjizi Hitchcock/Truffaut (Simon & Schuster, 1967.) da je ponovno snimao posljednja četiri od pet segmenata jer je bio nezadovoljan bojom zalaska sunca.
Hitchcock je opet koristio ovaj pristup s dugim kadrovima, ali u manjem opsegu, u svom sljedećem filmu, U znaku jarca (1949.) i na vrlo ograničen način u svojem filmu Trema (1950.).

### Redateljev cameo
Cameo pojavljivanje Alfreda Hitchcocka je zaštitni znak većine njegovih filmova. Neki smatraju kako se Hitchcock u ovom filmu pojavljuje dva puta. U uvodnoj sceni, neki misle kako je on jedan od muškaraca koji šeću ulicom. Kasnije u filmu, Hitchcockova karikatura je na crvenom neonskom znaku vidljivom kroz prozor stana (nakon jednog sata i pet minuta u filmu dok Janet i Kenneth napuštaju dnevni boravak posljednji put). Ispod njegove karikature je riječ "Reduco", referenca na redateljev cameo u novinskom oglasu za "Reduco" u Čamcu za spašavanje, snimljenom četiri godine prije.

## Kritike
Časopis Variety 1948. je napisao: "Hitchcock je mogao izabrati zabavniju temu na kojoj bi koristio čarobnu kameru i kazališnu tehniku prikazanu u Užetu". Iste godine Bosley Crowther iz The New York Timesa je rekao kako "novitet filma nije u samoj drami, u njegovoj određenosti i finom primjeru napetosti, nego u metodi koju je g. Hitchcock koristio kako bi razvukao pretpostavljenu tenziju" za "priču oskudnog opsega". Gotovo 36 godina kasnije, Vincent Canby, također iz The New York Timesa, nazvao ga je "rijetko viđenim" i "podcijenjenim" filmom "punom samosvjesnih epigrama i razigranih dijaloga koji su definirali dosjetljivost i dekadenciju broadwayskog kazališta"; to je film "koji se manje bavi likovima i njihovim moralnim dilemama nego kako oni izgledaju, zvuče i kreću se, te s ukupnim spektaklom o tome kako savršeni zločin kreće krivim smjerom."
U recenziji časopisa Time iz 1948., kazališna drama prema kojoj je snimljen film nazvana je "inteligentnom i užasno uzbudljivom melodramom" iako "njezinim pretvaranjem u film za masovnu distribuciju, mnogi rubovi su otupjeli".
Roger Ebert je 1984. napisao, "Alfred Hitchcock je nazvao 'Uže' 'eksperimentom koji nije uspio' te je bio sretan što nije bio dostupan gotovo tri desetljeća. Bio je u pravu da nije uspio, ali 'Uže' ostaje jedan od najzanimljivijih eksperimenata koje je poduzeo neki veliki redatelj radeći s velikim komercijalnim imenima, a vrijedan je gledanja [...]."
U recenziji BBC-a DVD izdanja iz 2001. kaže se kako je film "tehnički i društveno odvažan" te se ističe kako je "tada Technicolor proces bio primitivan", kvaliteta slike na DVD-u je "po tim standardima zadivljujuća".
Iako je film snimljen tijekom razdoblja u kojem su aluzije na homoseksualnost bile zabranjene Produkcijskim kodom, novije recenzije i kritike eksplicitno ističu homoseksualni podtekst odnosa između Brandona i Phillipa.

## Teme

### Homoerotizam
Uže se može smatrati homoerotičnim filmom, čak iako filmska verzija nikad ne aludira kako su dvojica ubojica u filmu bila u vezi, a Brandon kaže kako je prije bio u vezi s Janet, zaručnicom ubijenog mladića. Međutim, ne postoji indikacija kako dvojica muškaraca žive odvojeno, Phillip čak ima vlastiti ključ Shawova stana, a pri kraju filma razgovaraju o zajedničkom odlasku za praznike. U jednom trenutku, Janet upita gdje je telefon, a Brandon odvraća, "U spavaćoj je sobi" - aludirajući kako postoji samo jedna spavaća soba - a ona odgovara, "Kako udobno!"
Iako je homoseksualnost bila iznimno kontroverzna tema za četrdesete, film je prošao cenzuru Produkcijskog koda. No mnogi gradovi su zabranili njegovo prikazivanje jer su uspomene na Leopolda i Bobbyja još bile svježe mislima ljudi. Dall je u stvarnom životu bio homoseksualac, kao i scenarist Arthur Laurents - čak je i klavirska glazba koju svira Granger bila djelo homoseksualnog skladatelja, Francisa Poulenca. Granger je bio biseksualac. Grangerova uloga prvo je ponuđena biseksualnom glumcu, Montgomeryju Cliftu, koji je odbio ponudu, vjerojatno zbog rizika otkrivanja u javnosti. Cary Grant odbio je ulogu Ruperta Cadella iz sličnih razloga.
U Hitchcock's Films Revisited, kritičar Robin Wood ističe nekoliko primjera u filmu koji se mogu interpretirati kao homoerotični. On sugerira kako uvodno davljenje reflektira euforiju orgazma i kasniju mlitavost; a Wood u sceni u kojoj Brandon uzbuđeno opipava vrat boce šampanjca vidi masturbatorske prizvuke.
U Hamiltonovoj drami, dijalog je puno homoerotičniji, kao u odnosu između učenika i njihova učitelja. Mnogi od tih "rizičnih" elemenata su izbačeni iz scenarija dok se drama adaptirala za film, zbog cenzure tog vremena. Unatoč tome, Hitchcock je uspio ubaciti mnogo podteksta koji je izmakao rigoroznim testovima cenzora.
Jedan od primjera je kako Hitchcock jasno daje do znanja o seksualnoj prirodi njihove veze, kao i uloga svakog lika, na samom početku filma s prvom rečenicom dijaloga. Odmah nakon ubojstva, dok obojica muškaraca stoje, Brandon želi da se zabava ipak održi - ali Phillip, šokiran i iscrpljen onim što su učinili, upita mogu li "samo ostati ovako neko vrijeme". Brandon pristane i pripali cigaretu. Ovaj post-seksualni dijalog jasno daje do znanja o kakvom se odnosu radi, a i indicira da je Phillipova uloga u vezi onog podložnog partnera, dok je Brandon dominantan.
Dvojica muškaraca na kojima je ovaj film temeljen, Leopold i Loeb, bili su homoseksualci, što samo podupire argument da su Brandon i Phillip zamišljeni kao homoseksualci.

### Nietzsche
Veliki dio filma temeljen je na ideji da netko može ubiti nekoga samo da dokaže da to može. Neki filmski stručnjaci otkrili su poveznice između ove ideje i književnosti i filozofije. Javile su se sugestije kako Zločin i kazna i njegov protagonist Raskoljnikov čine podtekst filma - time film preuzima ideju o ubijanju samo zbog izvođenja čina. Reference na Nietzcshea vrve cijelim filmom - posebno njegova ideja o nadčovjeku.

## Filmska prava
Prava na film sada su u vlasništvu Universal Studiosa, koji ih je 1983. otkupio od Hitchcockova imanja. Prava su vraćena Hitchcocku od United Artistsa, koji je polagao prava na filmove Warner Brosa. iz razdoblja prije pedesdetih.

## Vanjske poveznice
- Uže u internetskoj bazi filmova IMDb-a
- Uže na Rotten Tomatoes